# Trematopygus hemikrikos
Trematopygus hemikrikos är en stekelart som beskrevs av Mao-Ling Sheng och Su 1996. Trematopygus hemikrikos ingår i släktet Trematopygus och familjen brokparasitsteklar. Inga underarter finns listade i Catalogue of Life.